# Liste der Länderspiele der montserratischen Fußballnationalmannschaft
Diese Liste enthält alle offiziellen (von der FIFA anerkannten) und inoffiziellen Länderspiele der montserratischen Fußballnationalmannschaft der Männer. 

## Liste der Länderspiele

### 1991 bis 1999
|    | Datum      | Gegner                         | Resultat | Anlass                             | Austragungsort   | Bemerkungen                                                                            |
| -- | ---------- | ------------------------------ | -------- | ---------------------------------- | ---------------- | -------------------------------------------------------------------------------------- |
|    | 10.05.1991 | St. Lucia                      | 0:3      | Karibikmeisterschaft-Qualifikation | Castries (LCA)   | Erstes inoffizielles Länderspiel, Erstes Länderspiel gegen St. Lucia                   |
|    | 14.05.1991 | Anguilla                       | 1:1      | Karibikmeisterschaft-Qualifikation | (LCA)            | Erstes Länderspiel gegen Anguilla                                                      |
|    | 15.04.1992 | Antigua und Barbuda            | 0:5      | Karibikmeisterschaft-Qualifikation | (SKN)            | Erstes Länderspiel gegen Antigua und Barbuda                                           |
|    | 17.04.1992 | St. Kitts und Nevis            | 0:10     | Karibikmeisterschaft-Qualifikation | (SKN)            | Erstes Länderspiel gegen St. Kitts und Nevis                                           |
|    | 23.02.1994 | St. Kitts und Nevis            | 1:9      | Karibikmeisterschaft-Qualifikation | (SKN)            |                                                                                        |
|    | 25.02.1994 | Antigua und Barbuda            | 0:8      | Karibikmeisterschaft-Qualifikation | (SKN)            |                                                                                        |
|    | 26.03.1995 | Anguilla                       | 3:2      | Karibikmeisterschaft-Qualifikation | Woodlands        |                                                                                        |
|    | 02.04.1995 | Anguilla                       | 1:0      | Karibikmeisterschaft-Qualifikation | The Valley (AIA) |                                                                                        |
|    | 01.05.1995 | St. Vincent und die Grenadinen | 0:9      | Karibikmeisterschaft-Qualifikation | Kingstown (VCT)  | Erstes Länderspiel gegen St. Vincent und die Grenadinen                                |
|    | 07.05.1995 | St. Vincent und die Grenadinen | 0:11     | Karibikmeisterschaft-Qualifikation | Woodlands        |                                                                                        |
| 1. | 05.02.1999 | Britische Jungferninseln       | 1:3      | Karibikmeisterschaft-Qualifikation | Tortola (VGB)    | Erstes offizielles Länderspiel, Erstes Länderspiel gegen die Britischen Jungferninseln |
| 2. | 07.02.1999 | Britische Jungferninseln       | 0:3      | Karibikmeisterschaft-Qualifikation | Tortola (VGB)    |                                                                                        |

### 2000 bis 2009
|     | Datum      | Gegner                  | Resultat | Anlass                             | Austragungsort      | Bemerkungen                                          |
| --- | ---------- | ----------------------- | -------- | ---------------------------------- | ------------------- | ---------------------------------------------------- |
| 3.  | 05.03.2000 | Dominikanische Republik | 0:3      | Weltmeisterschaft-Qualifikation    | San Cristóbal (DOM) | Erstes Länderspiel gegen die Dominikanische Republik |
| 4.  | 19.03.2000 | Dominikanische Republik | 1:3      | Weltmeisterschaft-Qualifikation    | Port of Spain (TRI) |                                                      |
|     | 06.02.2001 | Saint-Martin            | 1:3      | Karibikmeisterschaft-Qualifikation | (MAF)               | Erstes Länderspiel gegen Saint Martin                |
| 5.  | 08.02.2001 | Anguilla                | 1:4      | Karibikmeisterschaft-Qualifikation | Saint-Martin (MAF)  |                                                      |
| 6.  | 30.06.2002 | Bhutan                  | 0:4      | The Other Final                    | Thimphu (BTN)       | Erstes Länderspiel gegen Bhutan                      |
| 7.  | 29.02.2004 | Bermuda                 | 0:13     | Weltmeisterschaft-Qualifikation    | Hamilton (BER)      | Erstes Länderspiel gegen Bermuda                     |
| 8.  | 19.03.2004 | Bermuda                 | 0:7      | Weltmeisterschaft-Qualifikation    | Plymouth            |                                                      |
| 9.  | 31.10.2004 | St. Kitts und Nevis     | 1:6      | Karibikmeisterschaft-Qualifikation | Basseterre (SKN)    |                                                      |
| 10. | 02.11.2004 | Antigua und Barbuda     | 4:5      | Karibikmeisterschaft-Qualifikation | Basseterre (SKN)    |                                                      |
| 11. | 04.11.2004 | St. Lucia               | 0:3      | Karibikmeisterschaft-Qualifikation | Basseterre (SKN)    |                                                      |
| 12. | 26.03.2008 | Suriname                | 1:7      | Weltmeisterschaft-Qualifikation    | Macoya (TRI)        | Erstes Länderspiel gegen Suriname                    |

### 2010 bis 2019
|     | Datum      | Gegner                         | Resultat | Anlass                             | Austragungsort       | Bemerkungen                                                |
| --- | ---------- | ------------------------------ | -------- | ---------------------------------- | -------------------- | ---------------------------------------------------------- |
| 13. | 06.10.2010 | St. Vincent und die Grenadinen | 0:7      | Karibikmeisterschaft-Qualifikation | Kingstown (VCT)      |                                                            |
| 14. | 08.10.2010 | Barbados                       | 0:5      | Karibikmeisterschaft-Qualifikation | Kingstown (VCT)      | Erstes Länderspiel gegen Barbados                          |
| 15. | 10.10.2010 | St. Kitts und Nevis            | 0:4      | Karibikmeisterschaft-Qualifikation | Kingstown (VCT)      |                                                            |
| 16. | 15.06.2011 | Belize                         | 2:5      | Weltmeisterschaft-Qualifikation    | Couva (TRI)          | Erstes Länderspiel gegen Belize                            |
| 17. | 17.07.2011 | Belize                         | 1:3      | Weltmeisterschaft-Qualifikation    | San Pedro Sula (HON) |                                                            |
| 18. | 05.09.2012 | Suriname                       | 1:7      | Karibikmeisterschaft-Qualifikation | Le Lamentin (MTQ)    |                                                            |
|     | 07.09.2012 | Martinique                     | 0:5      | Karibikmeisterschaft-Qualifikation | Rivière-Pilote (MTQ) | Erstes Länderspiel gegen Martinique                        |
| 19. | 09.09.2012 | Britische Jungferninseln       | 7:0      | Karibikmeisterschaft-Qualifikation | Fort-de-France (MTQ) |                                                            |
| 20. | 30.05.2014 | Amerikanische Jungferninseln   | 1:0      | Karibikmeisterschaft-Qualifikation | Saint Peter’s        | Erstes Länderspiel gegen die Amerikanischen Jungferninseln |
|     | 03.06.2014 | Bonaire                        | 0:0      | Karibikmeisterschaft-Qualifikation | Saint Peter’s        | Erstes Länderspiel gegen Bonaire                           |
| 21. | 27.03.2015 | Curaçao                        | 1:2      | Weltmeisterschaft-Qualifikation    | Willemstad (CUW)     | Erstes Länderspiel gegen Curaçao                           |
| 22. | 31.03.2015 | Curaçao                        | 2:2      | Weltmeisterschaft-Qualifikation    | Saint Peter’s        |                                                            |
| 23. | 08.09.2018 | El Salvador                    | 1:2      | CONCACAF Nations League            | Saint Peter’s        | Erstes Länderspiel gegen El Salvador                       |
| 24. | 14.10.2018 | Belize                         | 1:0      | CONCACAF Nations League            | Saint Peter’s        |                                                            |
| 25. | 16.11.2018 | Aruba                          | 2:0      | CONCACAF Nations League            | Willemstad (CUW)     | Erstes Länderspiel gegen Aruba                             |
| 26. | 22.03.2019 | Cayman Islands                 | 2:1      | CONCACAF Nations League            | West Bay (CAY)       | Erstes Länderspiel gegen die Kaimaninseln                  |
| 27. | 07.09.2019 | Dominikanische Republik        | 2:1      | CONCACAF Nations League            | Saint Peter’s        |                                                            |
| 28. | 10.09.2019 | St. Lucia                      | 1:1      | CONCACAF Nations League            | Saint Peter’s        |                                                            |
| 29. | 12.10.2019 | El Salvador                    | 0:2      | CONCACAF Nations League            | Saint Peter’s        |                                                            |
| 30. | 15.10.2019 | Dominikanische Republik        | 0:0      | CONCACAF Nations League            | Santo Domingo (DOM)  |                                                            |
| 31. | 16.11.2019 | El Salvador                    | 0:1      | CONCACAF Nations League            | San Salvador (SLV)   |                                                            |
| 32. | 19.11.2019 | St. Lucia                      | 1:0      | CONCACAF Nations League            | Gros Islet (LCA)     |                                                            |

### 2020 bis 2029
|     | Datum      | Gegner                         | Resultat | Anlass                          | Austragungsort        | Bemerkungen                                  |
| --- | ---------- | ------------------------------ | -------- | ------------------------------- | --------------------- | -------------------------------------------- |
| 33. | 24.03.2021 | Antigua und Barbuda            | 2:2      | Weltmeisterschaft-Qualifikation | Willemstad (CUW)      |                                              |
| 34. | 28.03.2021 | El Salvador                    | 1:1      | Weltmeisterschaft-Qualifikation | Willemstad (CUW)      |                                              |
| 35. | 02.06.2021 | Amerikanische Jungferninseln   | 4:0      | Weltmeisterschaft-Qualifikation | San Cristóbal (DOM)   |                                              |
| 36. | 08.06.2021 | Grenada                        | 2:1      | Weltmeisterschaft-Qualifikation | St. George’s (GRN)    | Erstes Länderspiel gegen Grenada             |
| 37. | 03.07.2021 | Trinidad und Tobago            | 1:6      | CONCACAF-Gold-Cup-Qualifikation | Fort Lauderdale (USA) | Erstes Länderspiel gegen Trinidad und Tobago |
| 38. | 04.06.2022 | Guyana                         | 1:2      | CONCACAF Nations League         | Santo Domingo (DOM)   | Erstes Länderspiel gegen Guyana              |
| 39. | 07.06.2022 | Haiti                          | 2:3      | CONCACAF Nations League         | Santo Domingo (DOM)   | Erstes Länderspiel gegen Haiti               |
| 40. | 11.06.2022 | Bermuda                        | 3:2      | CONCACAF Nations League         | Santo Domingo (DOM)   |                                              |
| 41. | 14.06.2022 | Bermuda                        | 0:3      | CONCACAF Nations League         | Hamilton (BER)        |                                              |
| 42. | 25.03.2023 | Haiti                          | 0:4      | CONCACAF Nations League         | Saint Peter’s         |                                              |
| 43. | 28.03.2023 | Guyana                         | 0:0      | CONCACAF Nations League         | Bridgetown (BDS)      |                                              |
| 44. | 08.09.2023 | Barbados                       | 3:2      | CONCACAF Nations League         | Bridgetown (BDS)      |                                              |
| 45. | 11.09.2023 | Dominikanische Republik        | 0:3      | CONCACAF Nations League         | Santo Domingo (DOM)   |                                              |
| 46. | 13.10.2023 | Nicaragua                      | 0:3      | CONCACAF Nations League         | Bridgetown (BDS)      | Erstes Länderspiel gegen Nicaragua           |
| 47. | 16.10.2023 | Nicaragua                      | 0:3      | CONCACAF Nations League         | Managua (NIC)         |                                              |
| 48. | 17.11.2023 | Dominikanische Republik        | 2:1      | CONCACAF Nations League         | Saint Peter’s         |                                              |
| 49. | 20.11.2023 | Barbados                       | 4:2      | CONCACAF Nations League         | Saint Peter’s         |                                              |
| 50. | 06.06.2024 | Nicaragua                      | 1:4      | Weltmeisterschaft-Qualifikation | Managua (NIC)         |                                              |
| 51. | 09.06.2024 | Panama                         | 1:3      | Weltmeisterschaft-Qualifikation | Managua (NIC)         | Erstes Länderspiel gegen Panama              |
| 52. | 05.09.2024 | El Salvador                    | 1:4      | CONCACAF Nations League         | Rincon (NL-BON)       |                                              |
| 53. | 08.09.2024 | St. Vincent und die Grenadinen | 0:2      | CONCACAF Nations League         | Rincon (NL-BON)       |                                              |
| 54. | 10.10.2024 | Bonaire                        | 1:0      | CONCACAF Nations League         | Kingstown (VCT)       |                                              |
| 55. | 13.10.2024 | Bonaire                        | 0:1      | CONCACAF Nations League         | Kingstown (VCT)       |                                              |
| 56. | 14.11.2024 | St. Vincent und die Grenadinen | 1:2      | CONCACAF Nations League         | San Salvador (SLV)    |                                              |
| 57. | 17.11.2024 | El Salvador                    | 0:1      | CONCACAF Nations League         | San Salvador (SLV)    |                                              |
|     | 04.06.2025 | Belize                         |          | Weltmeisterschaft-Qualifikation |                       |                                              |
|     | 10.06.2025 | Guyana                         |          | Weltmeisterschaft-Qualifikation |                       |                                              |